# Agence France-Presse
Agence France-Presse (AFP) là hãng thông tấn lâu đời nhất trên thế giới. AFP là hãng thông tấn lớn thứ ba trên thế giới, đứng sau AP và Reuters, đồng thời là nguồn tin tiếng Pháp lớn nhất thế giới.
Ngoài trụ sở chính đặt tại thủ đô Paris của Pháp, AFP còn có các trung tâm khu vực khác đặt ở Washington D.C. (Bắc Mỹ), Hồng Kông (Châu Á – Thái Bình Dương), Nicosia (Trung Đông) và Montevideo (Mỹ La-tinh) và mạng lưới hơn 200 văn phòng tại 150 nước trên thế giới.
AFP phát hành tin tức bằng 6 ngôn ngữ: tiếng Pháp, tiếng Anh, tiếng Tây Ban Nha, tiếng Bồ Đào Nha, tiếng Đức và tiếng Ả Rập.
AFP được Charles-Louis Havas thành lập vào năm 1835 (lúc đó dưới tên Agence Havas).